# Rezolucje Rady Bezpieczeństwa ONZ z roku 1956
Stałe miejsca w Radzie Bezpieczeństwa ONZ w 1956 posiadały:
- Francja
- Republika Chińska
- Stany Zjednoczone
- Wielka Brytania
- ZSRR

W roku 1956 członkami niestałymi Rady były:
- Australia
- Belgia
- Kuba
- Iran
- Peru
- Jugosławia

## Rezolucje
Rezolucje Rady Bezpieczeństwa ONZ przyjęte w roku 1956: 
- 111 (w sprawie Palestyny)
- 112 (w sprawie Sudanu)
- 113 (w sprawie Palestyny)
- 114 (w sprawie Palestyny)
- 115 (w sprawie Maroko)
- 116 (w sprawie Tunezji)
- 117 (w sprawie Międzynarodowego Trybunału Sprawiedliwości)
- 118 (w sprawie Francji, Wielkiej Brytanii i Egiptu)
- 119 (w sprawie Francji, Wielkiej Brytanii i Egiptu)
- 120 (w sprawie Węgier)
- 121 (w sprawie Japonii)